# Křešín (Boêmia Central)
Křešín é uma comuna checa localizada na região da Boêmia Central, distrito de Příbram.